# Бизовка
Бизовка (бел. Бізаўка) — бывшая деревня в Рованичском сельсовете Червенском районе Минской области Беларуси. В настоящее время часть деревни Короб.

## Географическое положение
Расположена в 26 километрах к северо-востоку от Червеня, в 87 км от Минска, в 500 метрах к северу от окраины деревни Короб, в 800 метрах к юго-востоку от деревни Малиновка.

## История
Входила в состав Роваичского сельсовета Червенского района Минского округа (с 20 февраля 1938 — Минской области). В 1920-е годы деревня Бизовка насчитывала 20 дворов, к середине 1930-х их количество уменьшилось до 10. В 1966 году она была включена в состав деревни Малиновка. На топографической карте Белоруссии 2001 года (которая, однако, содержит устаревшие на то время данные) территория деревни Бизовка обозначена как отдалённая часть Малиновки.На 2019 год она входит в состав деревни Короб.

## Административная принадлежность
В настоящее время территория деревни Бизовка является частью улицы Осенней деревни Короб.

## Население
- 1926 — 20 дворов
- 1936 — 10 дворов